# Мервініт
Мервініт (рос. мервинит; англ. merwinite; нім. Merwinit m) — мінерал, силікат кальцію і магнію острівної будови.

## Загальний опис
Хімічна формула: Ca3Mg[SiO4]2.
Містить (%): CaO — 51,22; MgO — 12,19; SiO2 — 36,59.
Сингонія моноклінна.
Утворює пластинчаті й зернисті агрегати.
Спайність досконала.
Густина 3,15.
Твердість 6,5.
Безбарвний, блідо-зелений.
Зустрічається у вапняках на контактах з основними гіпабісальними породами зі сперитом та ін. рідкісними мінералами.
Рідкісний.
Знахідки: Монте-Сомма (Неаполь, Італія), Крестмор (штат Каліфорнія, США).
За прізв. амер. геофізика Г. Е. Мервіна (H.E.Merwin), E.S.Larsen, W.F.Foshag, 1921.

## Різновиди
Розрізняють:
- мервініт манґанистий (мервініт, який містить двовалентний Mn).